# Prokuratura w Niemczech

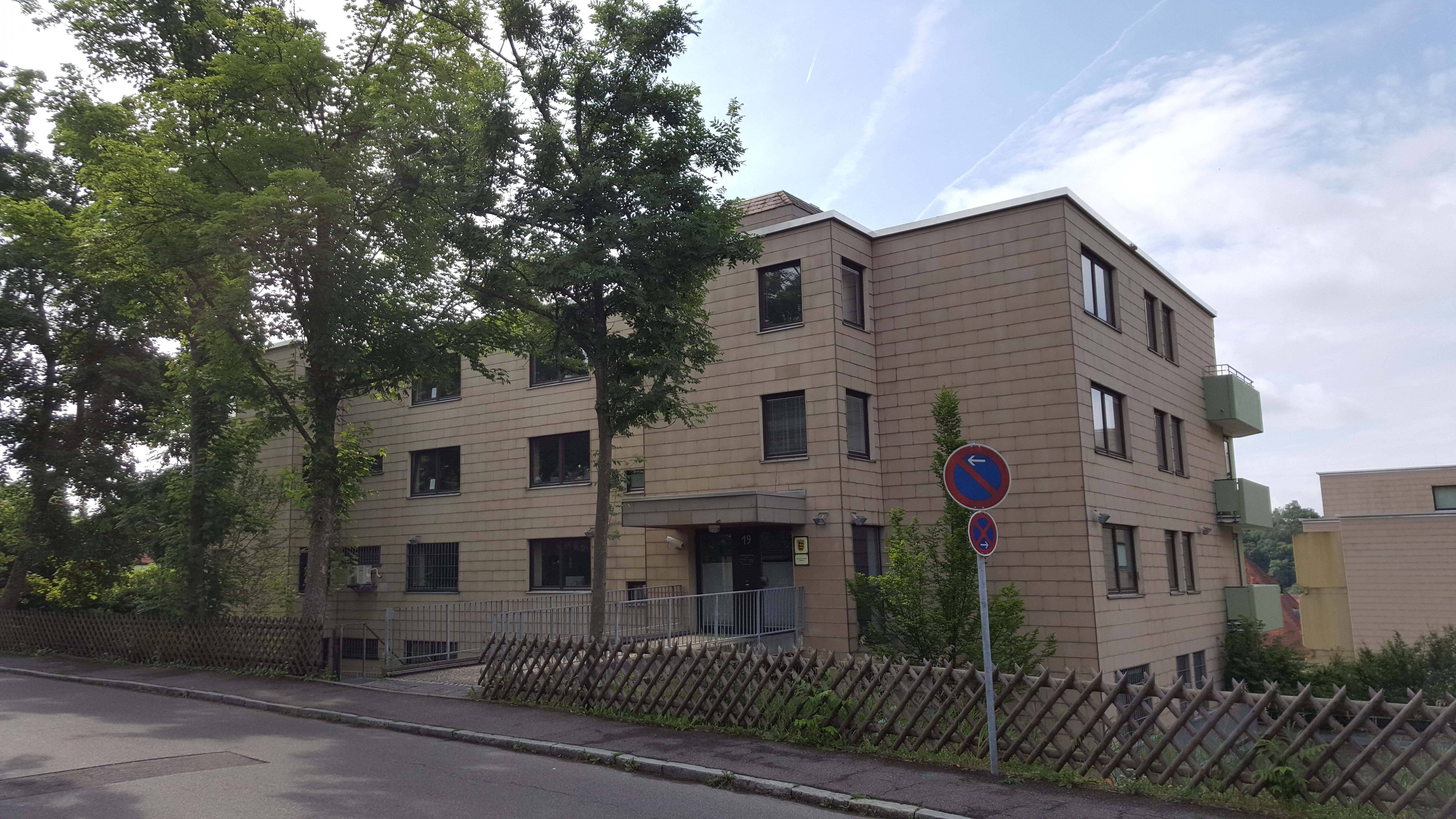
Budynek prokuratury w Tybindze

Nadzór nad prokuraturą w Niemczech sprawuje Federalny Minister Sprawiedliwości. Podlega mu najwyższy prokurator, którym jest Federalny Prokurator Generalny (niem. Generalbundesanwalt), umiejscowiony przy Trybunale Federalnym (odpowiedniku polskiego Sądu Najwyższego) w Karlsruhe. Federalnego Prokuratora Generalnego powołuje Prezydent Federalny na wniosek Federalnego Ministra Sprawiedliwości, a na powołanie zgodę musi wyrazić także wyższa izba parlamentu – Bundesrat. Federalny Prokurator Generalny jest urzędnikiem politycznym, a jego działalność musi być zgodna z celami wyznaczonymi przez niemiecki rząd. Zajmuje się on wyłącznie najpoważniejszymi przestępstwami zagrażającymi wewnętrznemu bezpieczeństwu państwa, takimi jak terroryzm, szpiegostwo, zdrada państwa oraz ludobójstwo. Swoich prokuratorów generalnych mają także poszczególne kraje związkowe (landy). Są oni usytuowani przy wyższych sądach krajowych. Podlegają im prokuratorzy przy sądach krajowych i przy sądach powiatowych. Landowe prokuratury generalne nie podlegają żadnej strukturze centralnej, są natomiast związane instrukcjami landowych ministerstw sprawiedliwości, które sprawują nad nimi nadzór i posiadają uprawnienia do wydawania im poleceń. Federalny Prokurator Generalny zasadniczo nie ma prawa wydawania poleceń prokuratorom w landach, może jednak przejąć od nich postępowanie, jeżeli uzna, że dana sprawa dotyczy bezpieczeństwa państwa.